# La Roche-des-Arnauds
 La Roche-des-Arnauds  es una población y comuna francesa, situada en la región de Provenza-Alpes-Costa Azul, departamento de Altos Alpes, en el distrito de Gap y cantón de Gap-Campagne.

## Demografía
| 670 | 607 | 678 | 763 | 845 | 953 |
| Para los censos de 1962 a 1999 la población legal corresponde a la población sin duplicidades (Fuente: INSEE [Consultar]) |     |     |     |     |     |